# Operacja sandomiersko-śląska
Operacja sandomiersko-śląska – część operacji wiślańsko-odrzańskiej przeprowadzonej w dniach od 12 stycznia do 3 lutego 1945 roku. Została przeprowadzona przez 1 Front Ukraiński pod dowództwem marsz. Iwana Koniewa.

## Historia
1 Front Ukraiński rozpoczął swoją ofensywę 12 stycznia z przyczółka baranowsko-sandomierskiego. W ciągu 6 dni wojska radzieckie przełamały front niemiecki na długości 250 km i kontynuowały marsz w głąb od 120 do 150 km. Pod koniec ofensywy oddziały radzieckie zbliżyły się do Wrocławia i rozpoczęły forsowanie Odry.
19 stycznia 1945 roku wojska 1 Frontu Ukraińskiego wkroczyły na Śląsk i sforsowały Odrę, tworząc na jej zachodnim brzegu kilka przyczółków. 29 stycznia lewe skrzydło frontu, po zajęciu Górnośląskiego Okręgu Przemysłowego, zdobyło przyczółek na północ od Raciborza.
Wehrmacht wyraźnie nie godził się z zaistniałym stanem rzeczy i zmierzał w swych działaniach dokonać skrzydłowego uderzenia w kierunku północno-zachodnim w celu odblokowania okrążonego garnizonu wrocławskiego, oraz w kierunku południowym, właśnie w kierunku na Racibórz, starając się odebrać Górnośląski Okręg Przemysłowy, odrzucić wojska radzieckie za Odrę i ewentualnie wyjść na ich tyły. W celu zrealizowania owych zadań Niemcy zgromadzili w Sudetach i na Śląsku Opolskim znaczne siły. Zdołano doprowadzić rozbite wojska do porządku, zorganizować dowodzenie i podciągnąć odwody.

## Upamiętnienie
Operacja sandomiersko-śląska w okresie Polski Ludowej została upamiętniona pomnikiem znajdującym się w miejscowości Mokre, na którym umieszczono napis, cyt: 

Z tego miejsca dnia 12.I.1945 roku o godzinie 4-tej wojska 1-go Frontu Ukraińskiego Armii Radzieckiej pod dowództwem marszałka Koniewa huraganowym ogniem rozpoczęły ofensywę zimową, w wyniku której wyzwolona została Polska. Rozgromiony hitleryzm. Chwała niezwyciężonej Armii Radzieckiej.